# Nudora thorakist
Nudora thorakist är en rundmaskart. Nudora thorakist ingår i släktet Nudora, och familjen Monoposthiidae. Arten är reproducerande i Sverige.